# Strzelba FNTPS
FN Tactical Police Shotgun (FNTPS) – belgijska strzelba pump-action (przeładowywana ruchem łoża).
Jest to zmodernizowana wersja strzelby FNPS, czyli licencyjnego Winchestera 1300. Strzelba wyposażona jest w chwyt pistoletowy i kolbę teleskopową identyczne jak w karabinku M4 (w połowie 2003 roku zaprezentowano wersję wyposażoną w stałą kolbę zapożyczoną od M16). Na wierzchu komory zamkowej znajduje się szyna Picatinny do której mocowana jest podstawa celownika przeziernikowego (standardowo), chwyt do przenoszenia broni identyczny jak zastosowany w M4A1 i M16A4 lub celownik kolimatorowy. Lufa FNTPS wyposażona jest w integralny osłabiacz podrzutu i wymienne czoki.
Poza wersją standardową produkowana jest wersja z lufą długości 356 mm, z magazynkiem 4-nabojowym.